# Срінагар
Срінаґа́р (догрі, кашмірі, гінді श्रीनगर, урду سرینگر, англ. Srinagar, «багате місто» санскритом) — місто в Індії, в минулому столиця князівства Джамму та Кашмір, згодом літня столиця штату Джамму та Кашмір, з 2019 року — літній центр союзної території Джамму та Кашмір.

## Географія
Місто розташоване в Кашмірській долині на берегах річки Джелам, притоки Інду.

### Клімат
Місто знаходиться у зоні, котра характеризується морським кліматом. Найтепліший місяць — липень із середньою температурою 24.3 °C (75.7 °F). Найхолодніший місяць — січень, із середньою температурою 1.4 °С (34.5 °F).
| Клімат Срінагара        | Клімат Срінагара | Клімат Срінагара | Клімат Срінагара | Клімат Срінагара | Клімат Срінагара | Клімат Срінагара | Клімат Срінагара | Клімат Срінагара | Клімат Срінагара | Клімат Срінагара | Клімат Срінагара | Клімат Срінагара | Клімат Срінагара |
| Показник                | Січ.             | Лют.             | Бер.             | Квіт.            | Трав.            | Черв.            | Лип.             | Серп.            | Вер.             | Жовт.            | Лист.            | Груд.            | Рік              |
| Абсолютний максимум, °C | 30               | 20               | 27               | 32               | 38               | 41               | 41               | 37               | 38               | 33               | 26               | 23               | 41               |
| Середній максимум, °C   | 5                | 7,6              | 13,5             | 19,3             | 24,2             | 28,9             | 30,3             | 29,7             | 27,6             | 22,1             | 15,4             | 8,5              | 19,3             |
| Середня температура, °C | 1,4              | 3,4              | 8,5              | 13,4             | 17,6             | 21,7             | 24,3             | 23,7             | 20,1             | 13,9             | 7,9              | 3,3              | 13,3             |
| Середній мінімум, °C    | −2,3             | −0,8             | 3,4              | 7,4              | 10,9             | 14,5             | 18,2             | 17,7             | 12,5             | 5,6              | 0,3              | −2               | 7,1              |
| Абсолютний мінімум, °C  | −14              | −20              | −5               | 0                | 2                | 7                | 6                | 10               | 4                | −1               | −10              | −11              | −20              |
| Норма опадів, мм        | 62.2             | 71.4             | 101.1            | 90.7             | 68.2             | 36.3             | 54.3             | 64.6             | 35.4             | 30.9             | 19.7             | 41.4             | 676.2            |
| Днів з дощем            | 6                | 6                | 7                | 8                | 5                | 3                | 5                | 5                | 3                | 3                | 1                | 3                | 55               |
| Вологість повітря, %    | 84               | 77               | 77               | 72               | 67               | 60               | 65               | 72               | 70               | 75               | 79               | 83               | 73               |
| ----------------------- | ---------------- | ---------------- | ---------------- | ---------------- | ---------------- | ---------------- | ---------------- | ---------------- | ---------------- | ---------------- | ---------------- | ---------------- | ---------------- |
| Джерело: Weatherbase    |                  |                  |                  |                  |                  |                  |                  |                  |                  |                  |                  |                  |                  |

## Історія
Срінаґар був заснований королем Праварасеною II у V столітті. За часів імперії Великих Моголів багато коштів вкладалося в облаштування садів з терасами, фонтанами, квітниками на березі озера Дал. Після смерті Аурангзеба в 1707 році і розпаду імперії Великих Моголів, місто входило до складу Дурранійської імперії, потім незалежної сикхської держави. З приходом англійців Срінагар був перетворений в один з найпопулярніших гірських курортів Індії. Саме англійці почали будувати тут плавучі будинки.

## Пам'ятки

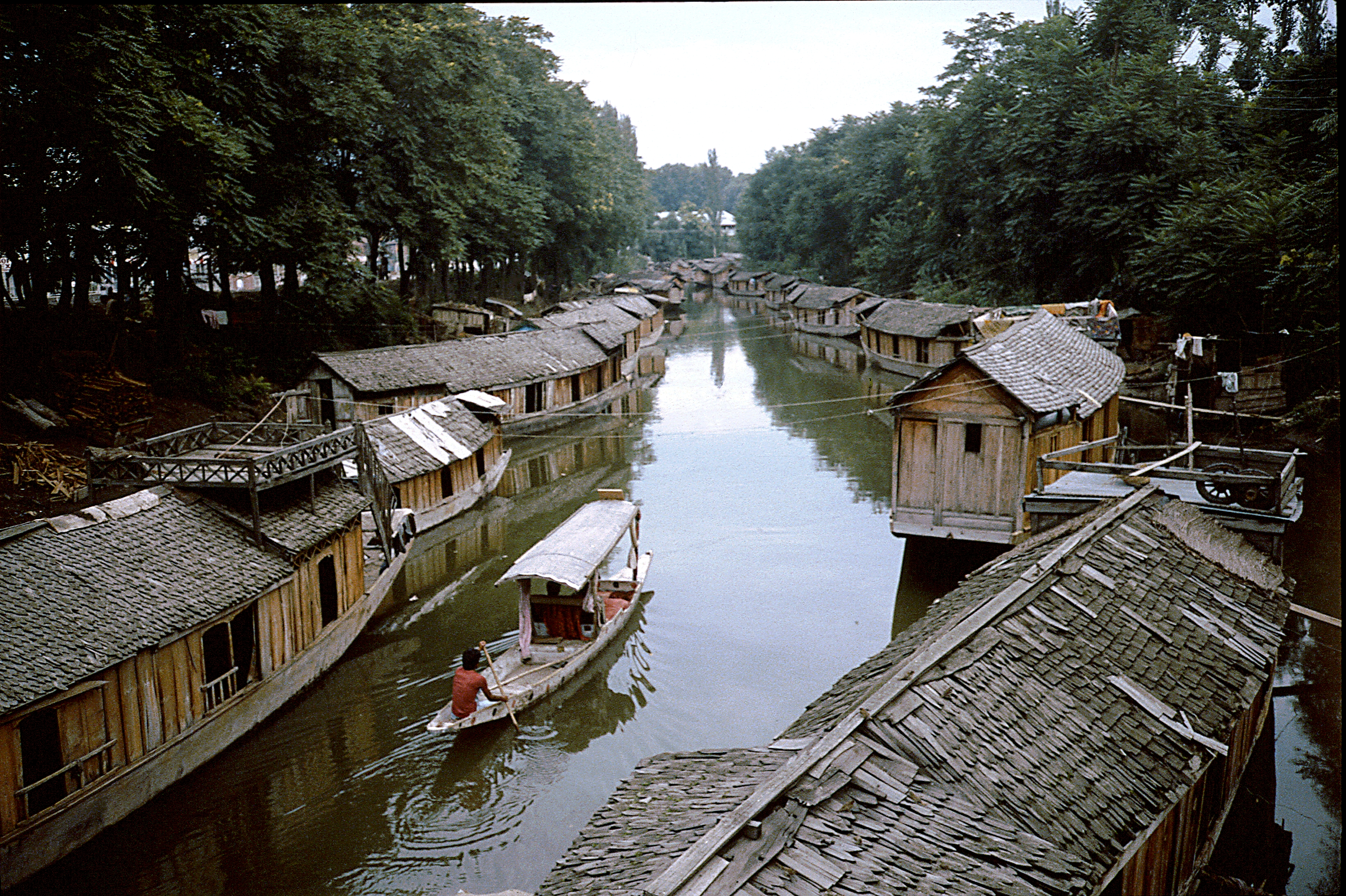
Плавучі будинки у Срінаґарі

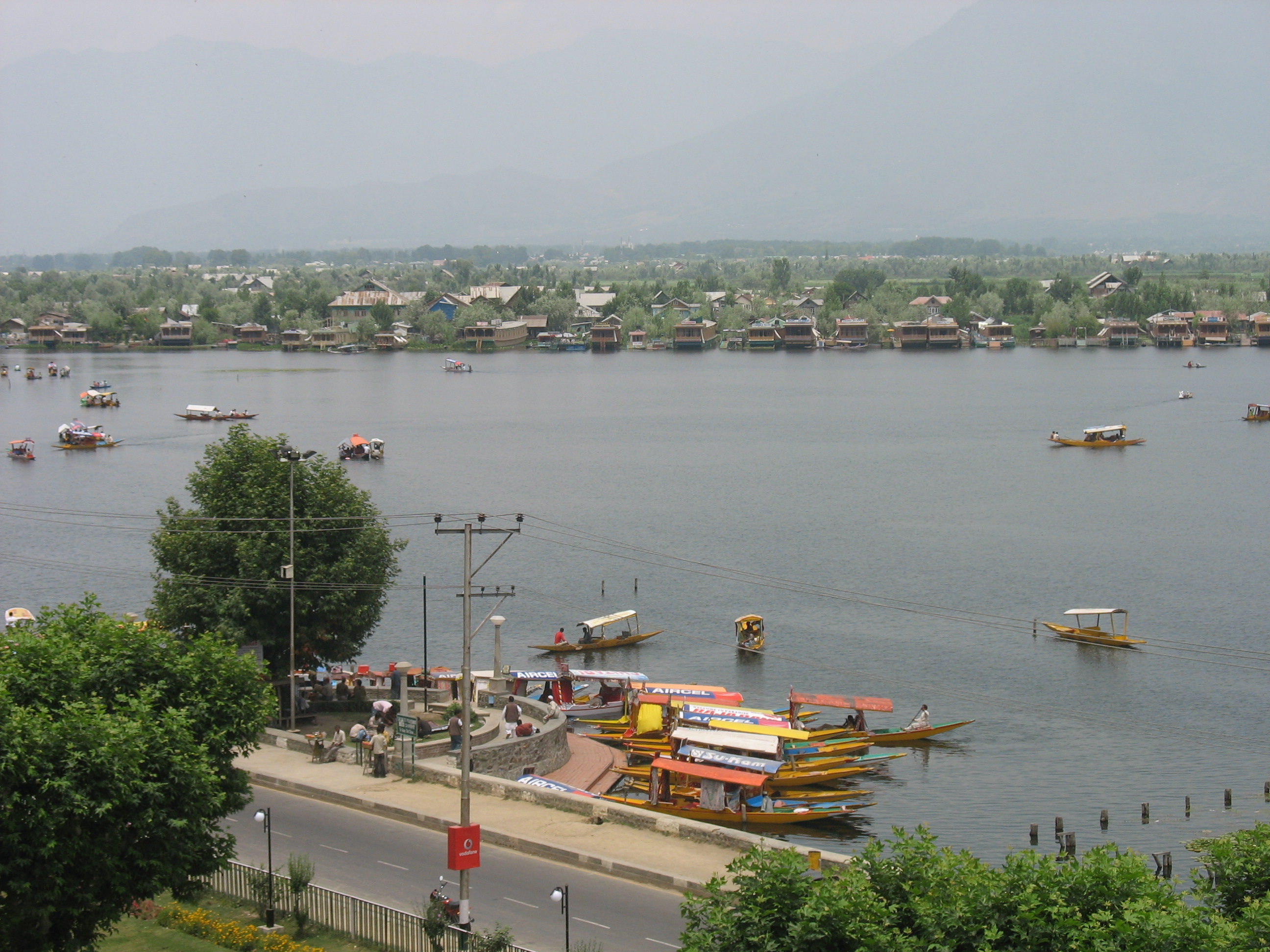
Озеро Дал у Срінаґарі

Місто відоме озерами навколо нього та домами-човнами, через що його називають «Венецією Кашміру». Також всесвітньо відомі традиційні ремісницькі вироби його мешканців та сухофрукти. Серед пам'яток міста — багато садів, зокрема Сади Джалімара, та Роза-Бал, що вважається деякими мусульманами мавзолеєм Ісуса Христа, а також відома мечеть Хазратбал.

## Персоналії
- Джоанна Ламлі (*1946) — британська акторка і фотомодель.